# سارونو

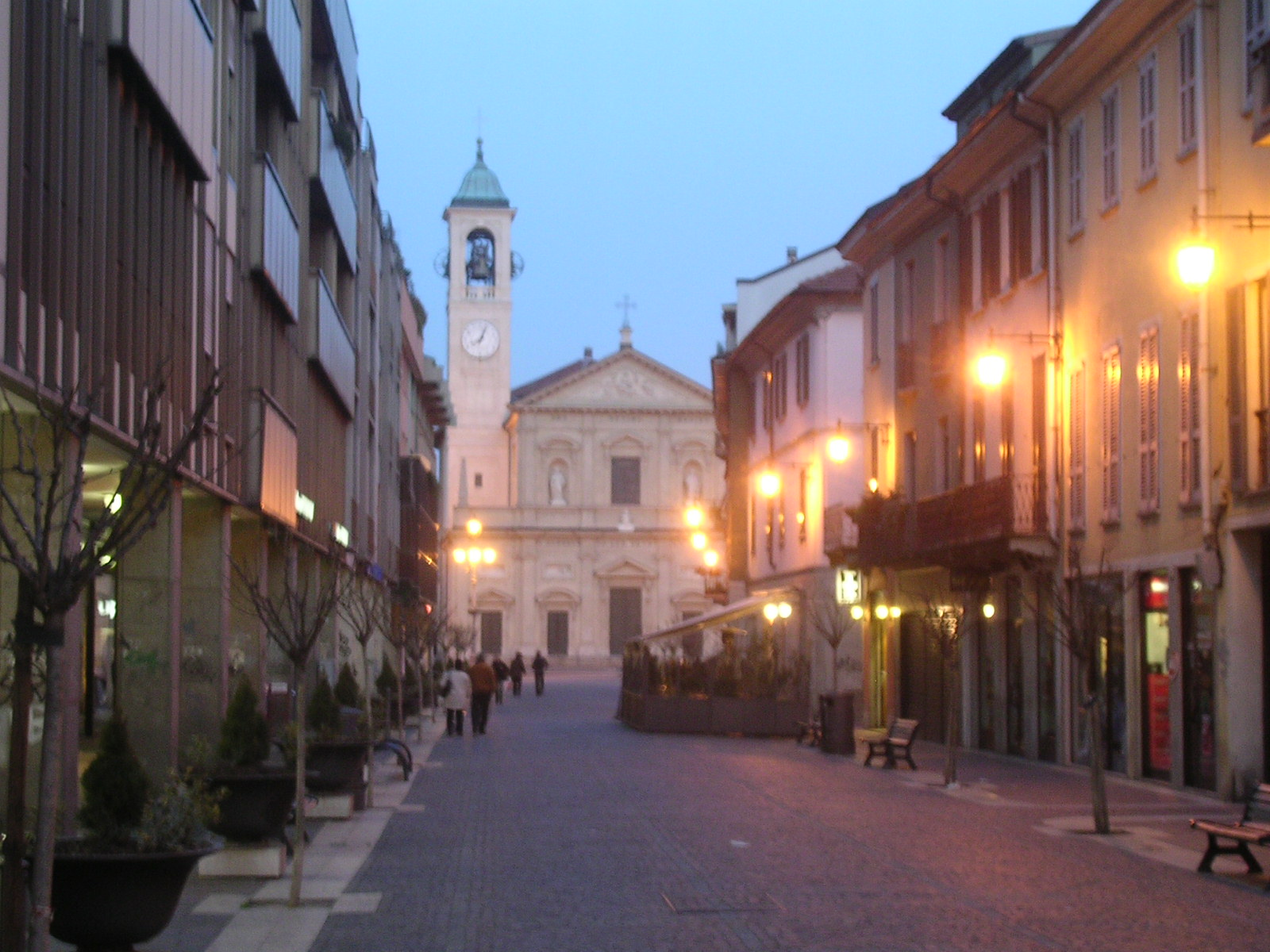
في الخلفية تظهر أهمي كنيسة كاثوليكية في المدينة

سَرُنَّة أو سَرُنُّو أو (نقحرة: سارونو) (بالإيطالية: Saronno)‏ مدينة إيطالية في مقاطعة فريزة ضمن إقليم لمبردية. تبلغ مساحتها حوالي 10.84 كم. عدد سكانها 37.614 نسمة.

## السكان
في سنة 1861 بلغ عدد السكان 6٬743 نسمة، وتطور العدد ليصل في سنة 2011 لـ 38٬598 نسمة.
يظهر هذا المخطط البياني تطور النمو السكاني لـ سارونو

## توأمة
لسرنة اتفاقيات توأمة مع:
- شلانس

## أعلام
- رندا غازي
- فيديريكو كاتانيو
- أليساندرو فاي
- داريو فريجو
- أندريا سالا